# Olympische Sommerspiele 2024/Teilnehmer (Albanien)
| Gelbes Symbol für Goldmedaillen mit stilisierten Olympischen Ringen | Graues Symbol für Silbermedaillen mit stilisierten Olympischen Ringen | Braundes Symbol für Bronzemedaillen mit stilisierten Olympischen Ringen |
| ------------------------------------------------------------------- | --------------------------------------------------------------------- | ----------------------------------------------------------------------- |
| —                                                                   | —                                                                     | 2                                                                       |

Albanien nahm an den Olympischen Spielen 2024 vom 25. Juli bis zum 11. August 2024 in Paris mit 8 Athleten (5 Männer, 3 Frauen) teil. Es war die insgesamt zehnte Teilnahme an Olympischen Sommerspielen.
Für die Eröffnungsfeier wurde die Leichtathletin Luiza Gega zur Fahnenträgerin der Mannschaft Albaniens ernannt.
Zum ersten Mal konnten unter albanischer Flagge antretende Sportler an Olympischen Spielen eine Medaille gewinnen.

## Medaillen

### Medaillenspiegel
| Rang   | Sportart | Gold | Silber | Bronze | Gesamt |
| ------ | -------- | ---- | ------ | ------ | ------ |
| 1      | Ringen   | –    | –      | 2      | 2      |
| Gesamt | Gesamt   | 0    | 0      | 2      | 2      |

### Medaillengewinner
| Name/n         | Sportart | Wettkampf        |
| -------------- | -------- | ---------------- |
| Bronze         |          |                  |
| Islam Dudaev   | Ringen   | Klasse bis 65 kg |
| Chermen Valiev | Ringen   | Klasse bis 74 kg |

## Teilnehmer nach Sportarten

### Leichtathletik
Laufen und Gehen
| Athleten      | Wettbewerb       | Vorrunde | Vorrunde | Vorlauf     | Vorlauf | Halbfinale    | Halbfinale    | Finale        | Finale        | Rang |
| Athleten      | Wettbewerb       | Zeit     | Rang     | Zeit        | Rang    | Zeit          | Rang          | Zeit          | Rang          | Rang |
| ------------- | ---------------- | -------- | -------- | ----------- | ------- | ------------- | ------------- | ------------- | ------------- | ---- |
| Frauen        |                  |          |          |             |         |               |               |               |               |      |
| Luiza Gega    | 3000 m Hindernis | —        | —        | 9:27,41 min | 9       | —             | —             | ausgeschieden | ausgeschieden | 27   |
| Männer        |                  |          |          |             |         |               |               |               |               |      |
| Franko Burraj | 100 m            | 10,60 s  | 2        | 10,66 s     | 8       | ausgeschieden | ausgeschieden | ausgeschieden | ausgeschieden | 67   |

### Ringen

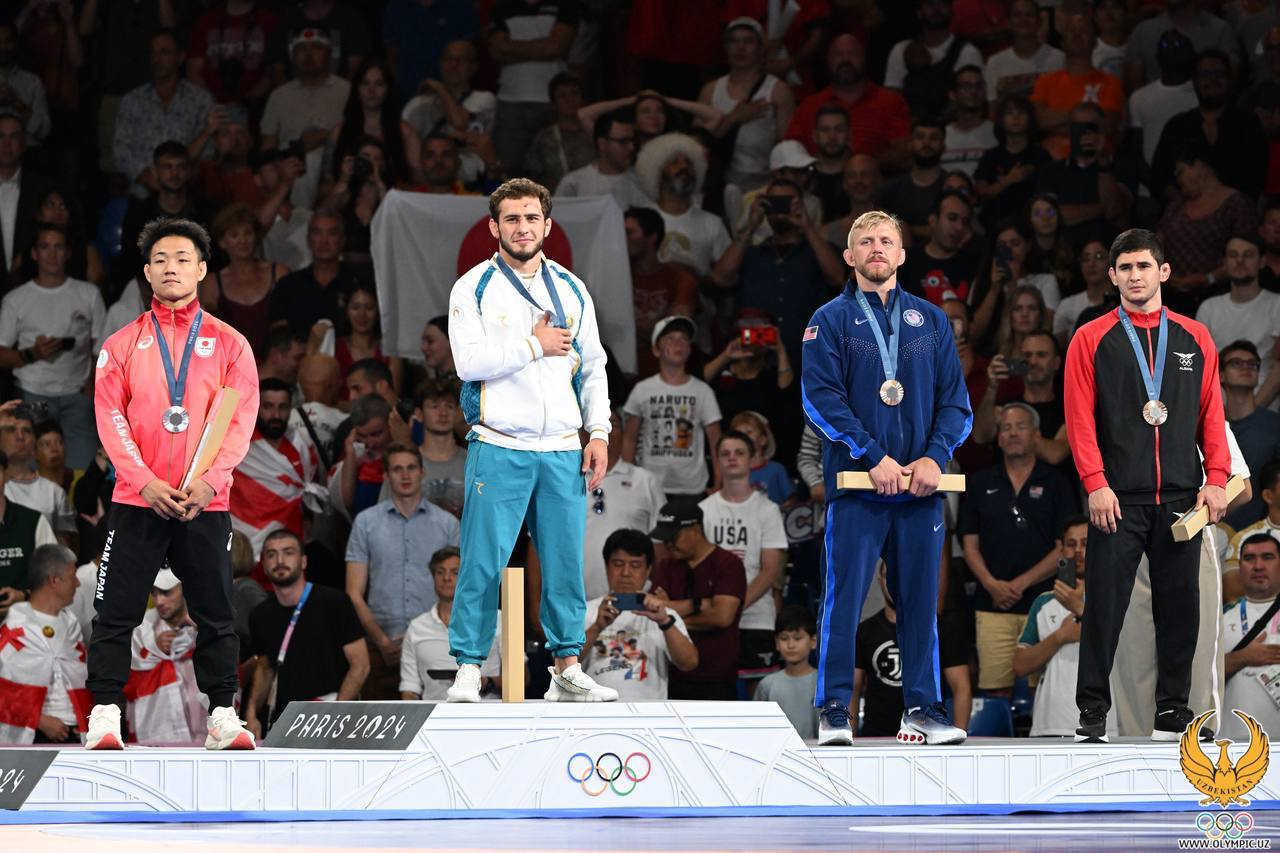
Chermen Valiev, Albaniens erster olympischer Medaillensieger, bei der Siegerehrung in Paris 2024

Über die Weltmeisterschaften 2023 erhielt Albanien einen Quotenplatz für den Freistilwettbewerb in der Gewichtsklasse bis 57 kg der Männer. Beim finalen Qualifikationsturnier in Istanbul konnten darüber hinaus zwei weitere Quotenplätze erreicht werden.

#### Freier Stil
Legende: G = Gewonnen, V = Verloren, S = Schultersieg
| Athleten           | Wettbewerb       | Achtelfinale         | Achtelfinale | Viertelfinale     | Viertelfinale | Halbfinale    | Halbfinale    | Hoffnungsrunde Halbfinale    | Hoffnungsrunde Halbfinale | Hoffnungsrunde Finale          | Hoffnungsrunde Finale | Finale        | Finale        | Rang   |
| Athleten           | Wettbewerb       | Gegner               | Ergebnis     | Gegner            | Ergebnis      | Gegner        | Ergebnis      | Gegner                       | Ergebnis                  | Gegner                         | Ergebnis              | Gegner        | Ergebnis      | Rang   |
| ------------------ | ---------------- | -------------------- | ------------ | ----------------- | ------------- | ------------- | ------------- | ---------------------------- | ------------------------- | ------------------------------ | --------------------- | ------------- | ------------- | ------ |
| Männer             |                  |                      |              |                   |               |               |               |                              |                           |                                |                       |               |               |        |
| Selimchan Abakarow | Klasse bis 57 kg | Diamantino Iuna Fafé | 7:6          | Aman Sehrawat     | 0:12          | ausgeschieden | ausgeschieden | ausgeschieden                | ausgeschieden             | ausgeschieden                  | ausgeschieden         | ausgeschieden | ausgeschieden | 8      |
| Islam Dudaev       | Klasse bis 65 kg | Gaku Akazawa         | 10:0         | Rahman Amouzad    | 0:11          | ausgeschieden | ausgeschieden | Zain Retherford              | 5:0                       | Ismail Timurowitsch Mussukajew | 13:12                 | ausgeschieden | ausgeschieden | Bronze |
| Chermen Valiev     | Klasse bis 74 kg | Turan Bayramov       | 4:3          | Razambek Zhamalov | 5:6           | ausgeschieden | ausgeschieden | Mahamedchabib Kadsimahamedau | 12:2                      | Wiktor Rassadin                | 6:2                   | ausgeschieden | ausgeschieden | Bronze |

### Schießen
Für den Wettbewerb über 10 Meter mit der Luftpistole der Frauen erhielt Albanien eine Wildcard.
| Athleten       | Wettbewerb        | Qualifikation   | Qualifikation | Finale          | Finale        | Rang |
| Athleten       | Wettbewerb        | Ringe/ Scheiben | Rang          | Ringe/ Scheiben | Rang          | Rang |
| -------------- | ----------------- | --------------- | ------------- | --------------- | ------------- | ---- |
| Frauen         |                   |                 |               |                 |               |      |
| Manjola Konini | 25 m Sportpistole | 569             | 37            | ausgeschieden   | ausgeschieden | 37   |
| Manjola Konini | 10 m Luftpistole  | 549             | 43            | ausgeschieden   | ausgeschieden | 43   |

### Schwimmen
| Athleten      | Wettbewerb     | Vorlauf     | Vorlauf | Halbfinale    | Halbfinale    | Finale        | Finale        | Rang |
| Athleten      | Wettbewerb     | Zeit        | Rang    | Zeit          | Rang          | Zeit          | Rang          | Rang |
| ------------- | -------------- | ----------- | ------- | ------------- | ------------- | ------------- | ------------- | ---- |
| Frauen        |                |             |         |               |               |               |               |      |
| Kaltra Meça   | 200 m Freistil | 2:12,21 min | 27      | ausgeschieden | ausgeschieden | ausgeschieden | ausgeschieden | 27   |
| Männer        |                |             |         |               |               |               |               |      |
| Grisi Koxhaku | 100 m Freistil | 52,32 s     | 62      | ausgeschieden | ausgeschieden | ausgeschieden | ausgeschieden | 62   |